# Glenys Kinnock
Glenys Kinnock, née le 7 juillet 1944 à Roade et morte le 3 décembre 2023 à Londres, est une femme politique britannique.
Membre du Parti travailliste, elle est députée européenne de 1994 à 2009. Elle est Ministre d'État pour l'Europe en 2009, et Ministre d'État pour l'Afrique et les Nations unies de 2009 à 2010. Elle est Pair à vie, de 2009 à 2021.